# Fox Reality
Fox Reality – amerykański tematyczny kanał telewizyjny. Stacja została uruchomiona w 24 maja 2005 i jest własnością Fox Entertainment Group. Pokazuje produkcje także innych telewizji (np. ABC, CBS, NBC). Jest dostępna w Australii, Nowej Zelandii i Wielkiej Brytanii.
W Polsce konkurencyjną stacją, jest zajmujący się również tą tematyką, kanał AMC Networks International CBS Reality.